# Transactions of the Linnean Society of London
Transactions of the Linnean Society of London («Труды Линнеевского общества Лондона») — научный иллюстрированный журнал по биологии и естествознанию, издававшийся Лондонским Линнеевским обществом.
Основанное в 1788 году Линнеевское общество Лондона в 1791 году опубликовало первый том «Transactions of the Linnean Society». 
Уточнение «of London» было добавлено к названию после 1800 года, начиная с тома 7.  Первоначальная серия под этим названием издавалась до 1875 года, всего было выпущено 30 томов. 
- 1788—1791 том 1
- 1789—1794 том 2
- 1793—1797 том 3
- 1795—1798 том 4
- 1798—1800 том 5
- 1797—1802 том 6
- 1801—1804 том 7
- 1803—1807 том 8
- 1805—1808 том 9
- 1808—1811 том 10
- 1812—1815 том 11
- 1815—1819 том 12
- 1818—1822 том 13
- 1822—1824 том 14
- 1824—1827 том 15
- 1826—1833 том 16
- 1832—1836 том 17
- 1838—1841 том 18
- 1840—1845 том 19
- 1844—1847 том 20
- 1848—1855 том 21
- 1856—1859 том 22
- 1860—1862 том 23
- 1863—1864 том 24
- 1865—1866 том 25
- 1868—1870 том 26
- 1869—1871 том 27
- 1871—1873 том 28
- 1873—1875 том 29
- 1874—1875 том 30

После 1875 года выпускались две вторые серии издания, одна с подзаголовком «Ботаника»
Transactions of the Linnean Society of London, 2nd series: Botany, в которой до 1922 года было выпущено 9 томов; другая с подзаголовком «Зоология» 
Transactions of the Linnean Society of London. Zoology., в которой до 1921 года было опубликовано 17 томов. 
Линнеевское общество также начиная с 1838 года до  1898 публиковало Proceedings of the Linnean Society of London («Работы Лондонского Линнеевского общества»), в которых публиковались некоторые периодические отчеты Общества.
Дополнительно в 1857—1864 годы выпускался Journal of the Proceedings of the Linnean Society («Журнал работ Лондонского Линнеевского общества»), а в 1865—1968 годы Journal of the Linnean Society of London («Журнал Лондонского Линнеевского общества») .
Много позже, после 1875 года, под таким же названием Transactions of the Linnean Society of London Линнеевским обществом выпускались разные другие серии, публиковавшиеся в 1922 и 1936 годы, а также в 1939, 1940 и 1955 годах.
В настоящее время Линнеевское общество Лондона издаёт три рецензируемых научных журнала по биологии, ботанике и зоологии. 
- Biological Journal of the Linnean Society
- Zoological Journal of the Linnean Society
- Botanical Journal of the Linnean Society

В журналах содержатся оригинальные научные статьи, освещающие современные естественно-научные исследования.
Журналы Линнеевского общества публикуются в издательстве Oxford University Press, которое является отделением Оксфордского университета. Оглавления актуальных журналов и рефераты их статей доступны онлайн на платформе Oxford Academic. Доступ к полным текстам статей возможен по всему миру через библиотечные подписки, а также для индивидуальных подписчиков и членов Общества.